# Trimenia argyroplaga
The Large Silver-spotted Copper (Trimenia argyroplaga) là một loài bướm ngày thuộc họ Lycaenidae. Nó được tìm thấy ở Nam Phi.
Sải cánh dài 25–34 mm đối với con đực and 29–41 mm females. Con trưởng thành bay từ tháng 11 đến tháng 12. Có một lứa một năm.

## Phụ loài
- Trimenia argyroplaga argyroplaga (from West Cape to East Cape and in the North Cape)
- Trimenia argyroplaga cardouwae Dickson & Wykeham, 1994 (Olifantrivierberge above Porterville in the West Cape)